# Simyra henrici
Simyra henrici är en fjärilsart som beskrevs av Augustus Radcliffe Grote 1873. Simyra henrici ingår i släktet Simyra och familjen nattflyn. Inga underarter finns listade i Catalogue of Life.